# راي بيلي
راي بيلي (بالإنجليزية: Ray Bailey)‏ هو محامي وسياسي أسترالي، ولد في 25 نوفمبر 1935 في أستراليا، وتوفي في 14 فبراير 2012 في أستراليا. انتخب President of the Tasmanian Legislative Council ‏ (17 يونيو 1997 – 4 مايو 2002) وانتخب عضو المجلس التشريعي التاسماني ‏ عن دائرة Electoral division of Rosevears ‏ (6 فبراير 1999 – 4 مايو 2002) وانتخب عضو المجلس التشريعي التاسماني ‏ عن دائرة Electoral division of Cornwall ‏ (26 مايو 1990 – 5 فبراير 1999).